# Sona, Veneto
Sona är en ort och kommun i provinsen Verona i regionen Veneto i Italien. Kommunen hade 17 776 invånare (2018).